# The Walking Dead: Dead City
The Walking Dead: Dead City is een Amerikaanse televisieserie gebaseerd op de The Walking Dead personages Maggie en Negan die trachten te overleven in een wereld vol zombies. De reeks is de vierde spin-off van de serie The Walking Dead. Het verhaal speelt zich af in New York.
De eerste aflevering werd in de Verenigde Staten uitgezonden op 18 juni 2023 bij AMC.

## Verhaal
De serie volgt de personages Maggie en Negan, een van de oorspronkelijke hoofdrollen uit The Walking Dead, die overleven tijdens de voortdurende zombie-apocalyps. Als Maggie haar zoon Hershel ontvoerd wordt schakelt Maggie de hulp in van Negan. Samen vertrekken ze naar New York en gaan ze op zoek naar haar ontvoerde zoon.

## Rolverdeling

### Hoofdrollen
- Lauren Cohan als Maggie Greene
- Jeffrey Dean Morgan als Negan
- Gaius Charles als Perlie Armstrong
- Željko Ivanek als Mile "The Croat"
- Mahina Napoleon als Ginny
- Lisa Emery als "The Dama" (seizoen 2; gastrol in seizoen 1)
- Logan Kim als Hershel Rhee (seizoen 2; gastrol in seizoen 1)
- Dascha Polanco als Lucia Narvaez (seizoen 2)
- Keir Gilchrist als Benjamin Pierce (seizoen 2)

### Bijrollen
- Jonathan Higginbotham als Tommaso (seizoen 1)
- Karina Ortiz als Amaia (seizoen 1)
- Michelle Hurd als Jones (seizoen 1)
- Trey Santiago-Hudson als Jano (seizoen 1)
- Michael Anthony als Luther (seizoen 1)
- Steven Ogg als Simon (seizoen 1)
- Jasmin Walker als "The Prefect" (seizoen 1)
- Kim Coates als Bruegel (seizoen 2)
- Pooya Mohseni als Roksana (seizoen 2)
- Jake Weary als Christos (seizoen 2)
- Hilarie Burton als Lucille (seizoen 2)

## Achtergrond
De serie werd door AMC in maart 2022 aangekondigd onder de naam Isle of the Dead die het verhaal gaat vertellen over de personages Maggie en Negan uit The Walking Dead. Hiermee werd de terugkomst van Lauren Cohan en Jeffrey Dean Morgan als de personages bevestigd. In augustus 2022 werd de titel van de serie aangepast naar de officiële titel The Walking Dead: Dead City.
Het eerste seizoen bestond uit zes afleveringen en ging in de Verenigde Staten van start op 18 juni 2023 bij AMC. Op 21 juli 2023, twee dagen voor de laatste aflevering werd uitgezonden, werd bekend gemaakt dat serie verlengd gaat worden met een tweede seizoen.